# Шарапов, Николай Иванович
Николай Иванович Шарапов (1900 — ?) — советский политический деятель, председатель Тульского облисполкома (1944—1946).
Член РКП(б) с 1925 года.
С 1940 по июль 1944 г. секретарь Тульского обкома партии по кадрам. За руководство партизанскими отрядами во время обороны Тулы награждён медалью «За победу над Германией» (27.11.1945) — вместе с Н. И. Чмутовым, В. Г. Жаворонковым, С. Н. Лялиным — их имена первые в списке.
С июля 1944 по январь 1946 года председатель Исполнительного комитета Тульского областного Совета.
В 1960 г. некий Николай Иванович Шарапов упоминается как уполномоченный Совета по делам религиозных культов при СМ СССР по Горьковской области.